# Vučedolska golubica
Vučedolska golubica, ispravnije vučedolska jarebica, najpoznatija je keramička posuda s arheoloških iskopina na Vučedolu. Modelirana u obliku jarebice, postala je jedan od najprepoznatljivijih simbola grada Vukovara, u čijoj se blizini nalazi Vučedol. Imala je kultnu namjenu kao kadionica. Tamne je boje, ukrašena bijelim ukrasima (mašnice, ogrlica, niz valovitih i cik-cak crta na krilima) u urezanom ukrasu i ornamentu nastalom žigosanim ubadanjem. Na vratu ima inkrustirana tri simbola klepsidre, odnosno dvostruke sjekire.
Iako je prozvana golubica, arheolozi smatraju da se zapravo radi o ptici jarebici. Nastala je između 2800. i 2400. g. pr. Kr., a nađena je 1938. godine. Trenutačno se nalazi u Arheološkom muzeju u Zagrebu. Služila je kao kadionica i jedinstveni je primjerak (danas služi kao povijesni materijalni izvor).
Vučedol kraj Vukovara značajno je prapovijesno nalazište (»dunavska Troja«), po kojem je nazvana vučedolska kultura, koja obuhvaća širi kulturni kompleks od Karpata do istočnih Alpa i Dinare. Drži se da je nastala dolaskom indoeuropskih doseljenika oko 3000. pr. Kr. i trajala do približno 2200. pr. Kr. Obilježja su te kulture novi metalurški postupci, iznimno vješti keramičari, a prema nekim istraživačima imali su i kalendar zabilježen na keramičkim posudama.